# Frances FitzGerald

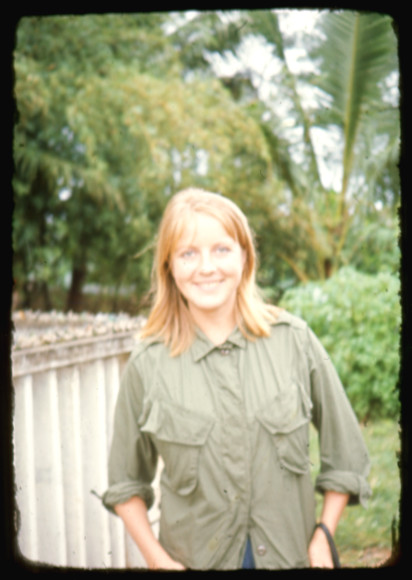
1966-ban

Frances FitzGerald (New York, 1940. október 21. –) amerikai történész, politikai újságíró, Pulizter-díjas író. A vietnámi háború idején a The New Yorker haditudósítója volt.

## Pályafutása
Apja ügyvéd volt a Wall Streeten, majd a CIA-ban dolgozott. Anyja, az 1952-ben a Demokrata Párt tagjaként aktívan vett részt Illinois kormányzójának, Adlai Stevensonnak az elnökségi kampányában. Kennedy elnöksége idején az ENSZ Emberi Jogi Tanácsában képviselte az Egyesült Államokat.
Frances a Radcliff College-ban szerzett diplomát a Közel-Kelet történetéből. Jogot akart tanulni, de végül a Congress for Cultural Freedom antikommunista kulturális szervezet munkatársa lett Párizsban. 1964-ben visszatért New Yorkba és újságíróként dolgozott. A New York Herald Tribune, a Vogue, a The Village Voice, a New York Review of Books és a The New York Times Magazine közölték cikkeit.
1966-ban, a vietnámi háború idején, Saigonba utazott szabadúszó újságíróként. Tanulmányozta az ország kultúráját, történelmét. Riportokat készített hivatalos személyekkel és hétköznapi emberekkel. Hazatérése után tanulmányjellegű cikket írt az Atlantic Monthlyba, és elnyerte az Overseas Press Club díját.
1971-ben a The New Yorker tudósítójaként visszament Vietnámba, hogy befejezze az 1966-ban elkezdett könyvét. A Fire in the Lake: The Vietnamese and the Americans in Vietnam öt részben jelent meg a The New Yorker hasábjain. 1973-ban a könyv elnyerte a Pulitzer-díjat, a Bancroft-díjat, és a Nemzeti Könyvdíjat.
1973-ban Kubából küldött riportokat a The New Yorkerbe, 1974-ben Iránban folytatott beszélgetéseket kormánytisztviselőkkel. A szerzett információk alapján megjósolta Mohammad Reza Pahlavi iráni sah bukását. A cikk a Harper’s-ben jelent meg.
Frances FitzGerald a PEN American Center és a The Society of American Historians elnöke volt. A Rockefeller Alapítvány igazgatótanácsának és a Harvard Egyetem egyik irányító testületének, a Harvard Board of Overseersnek is tagja volt. A Council of Foreign Relations nonprofit agytröszt tagja, valamint a Foreign Policy és a The Nation szerkesztőbizottságának tagja.

## Művei
- Fire in the Lake: the Vietnamese and the Americans in Vietnam (1972)
- America Revised: History School Books in the Twentieth Century (1979)
- Cities on a Hill: A Journey through Contemporary American Cultures (1986)
- Way Out There in the Blue: Reagan, Star Wars and the End of the Cold War (2000)[13]
- Vietnam: Spirits of the Earth (2001)
- The Evangelicals: The Struggle to Shape America (2017)